# Palais Eskeles

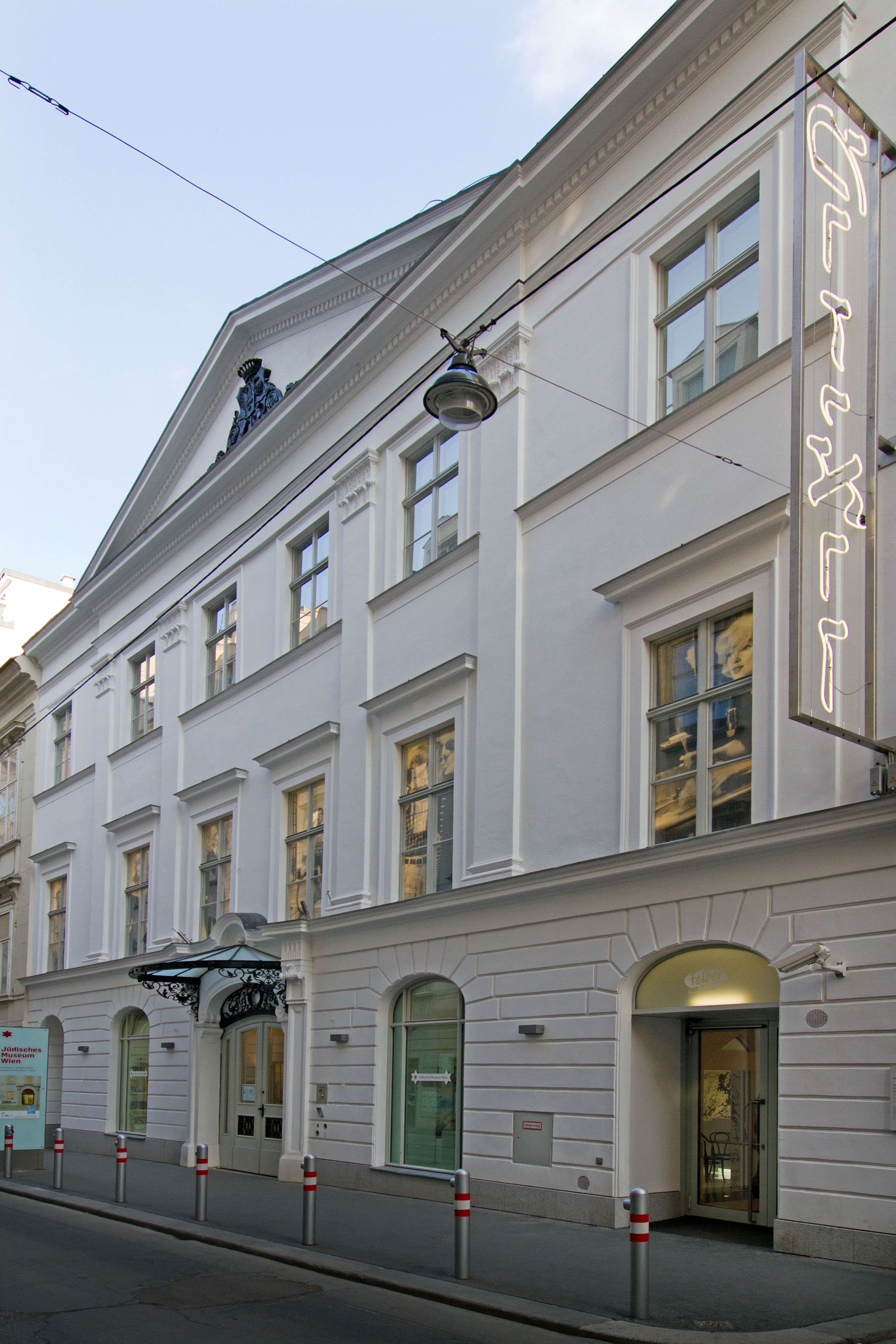
Palais Eskeles

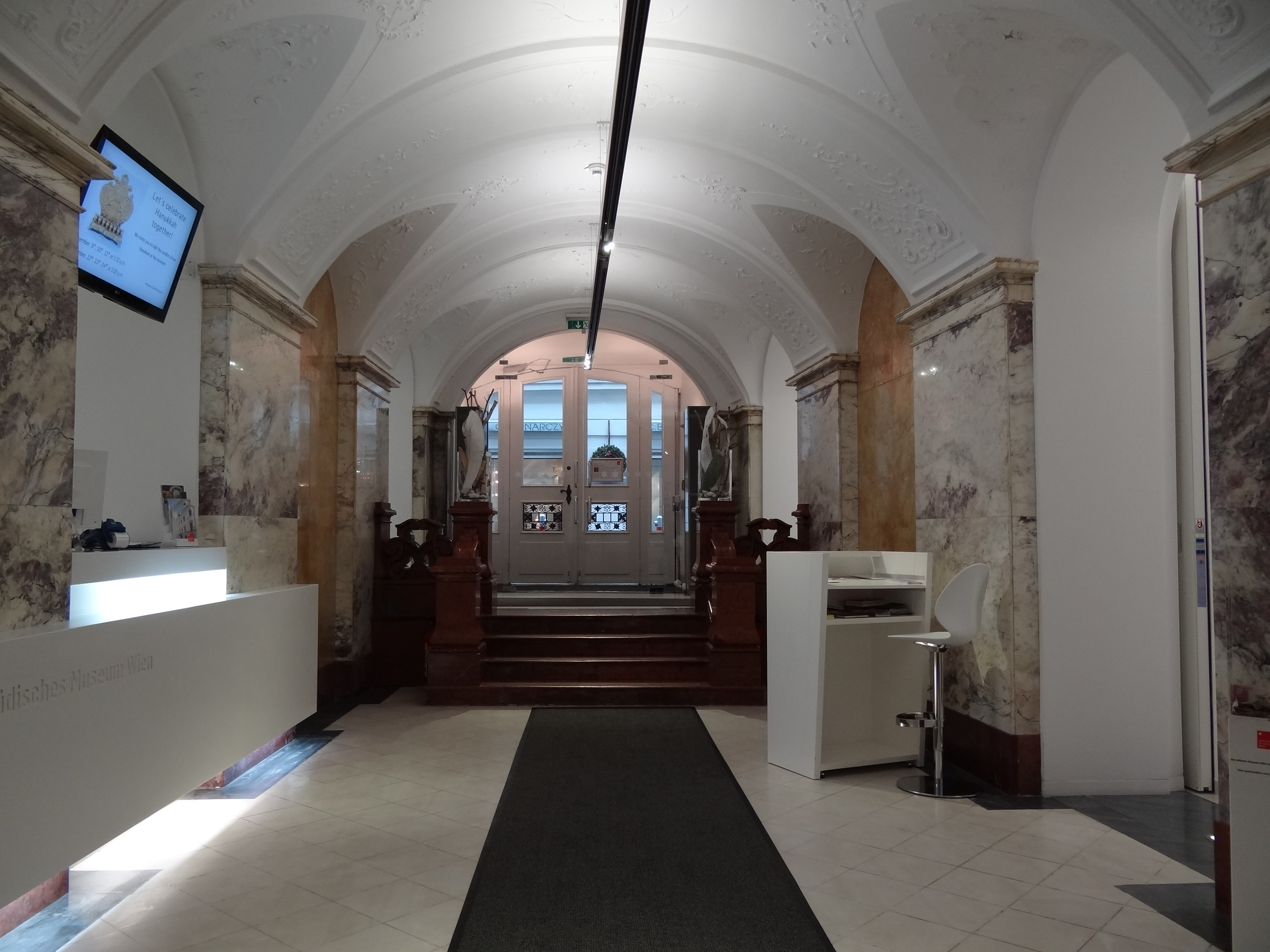
Blick zum Eingang

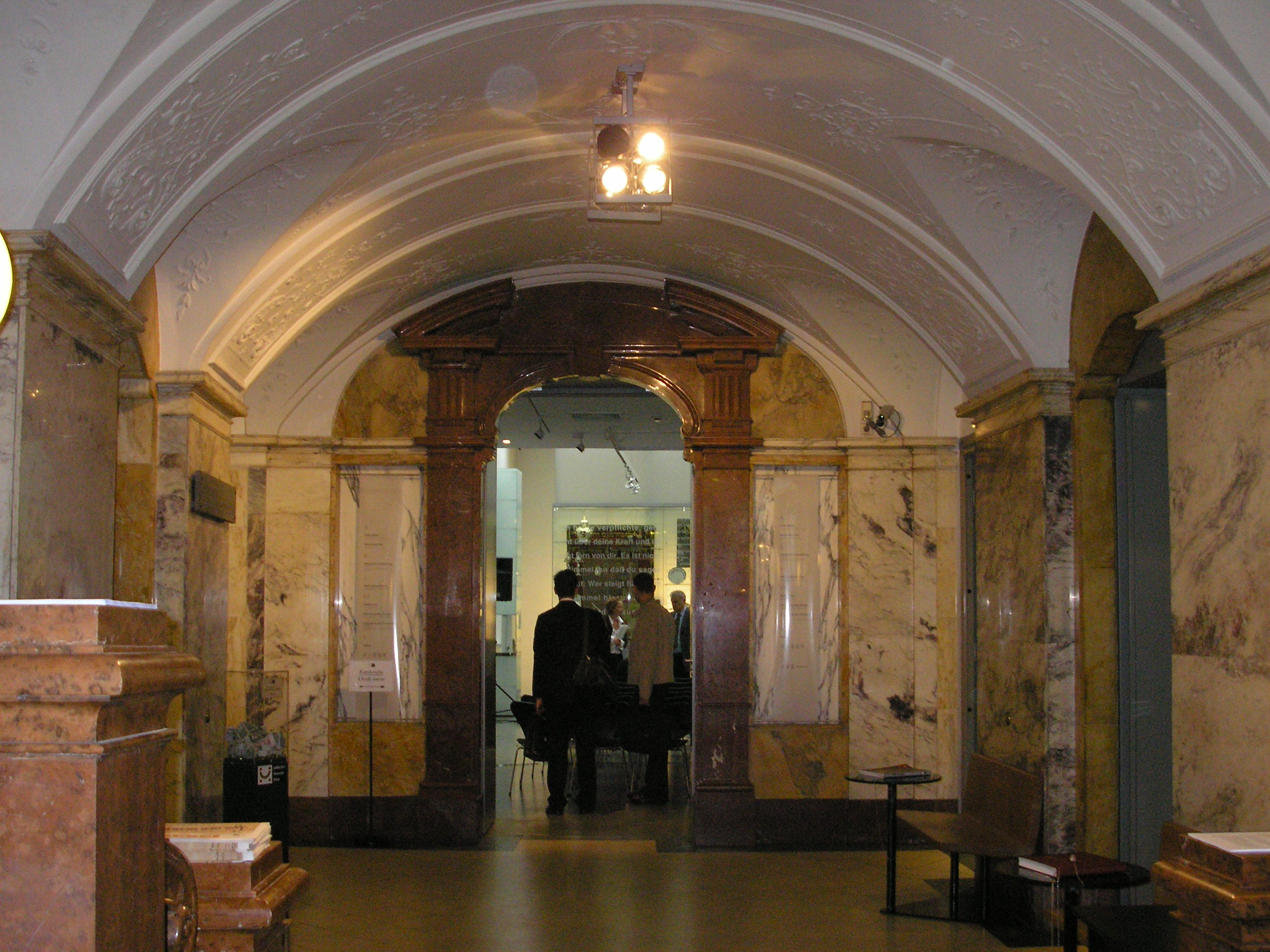
Vestibül vor dem Umbau

Das Palais Eskeles ist ein Palais in der Dorotheergasse 11 im 1. Bezirk in Wien, in dem sich das Jüdische Museum Wien befindet.

## Geschichte
1414 wurde von den Augustiner-Chorherren in dieser Gegend das „Dorotheerstift“ errichtet und durch den Ankauf benachbarter Objekte so erweitert, dass die Klosteranlage im frühen 16. Jahrhundert bereits die Front des heutigen Hauses Nr. 11 miteinschloss. Wegen der steigenden Erhaltungskosten vermietete und verkaufte das Stift bald einen Teil des Komplexes, zu dem auch der Bereich des Hauses Nr. 11 gehörte.
1782 wurde das Stift durch Joseph II. unter die Verwaltung des Stifts Klosterneuburg gestellt und 1786 aufgehoben. Der Klosterneuburger Konvent vermietete daraufhin die entweihte Kirche und weitere Gebäude an ein Pfandhaus. Die Kirche diente als Auktionshalle des später nach dieser Kirche benannten Dorotheums.
1804 war das Gebäude Dorotheergasse 11 im Besitz von August von Holzmeister, der es ein Jahr später an Anna Maria von Dietrichstein verkaufte, welche eine der Wohnungen des Gebäudes zwischen 1805 und 1807 unter anderen an Wolfgang Amadeus Mozarts Witwe Constanze Mozart und ihre Söhne Franz Xaver Wolfgang und Carl vermietete.
1812 gehörte das Haus Paul III. Anton Fürst Esterházy, der es ein Jahr später an Alois Fürst Kaunitz-Rietberg, Sohn des Staatskanzlers Graf Wenzel Anton von Kaunitz-Rietberg, verkaufte. 1823 trat Kaunitz das Gebäude auf dem Exekutionsweg an einen seiner Gläubiger, das 1773 von Bernhard Freiherr von Eskeles gegründete Bankhaus Arnstein und Eskeles, ab. In einem zeitgenössischen Dokument wird es als fürstlich Kaunitzsches – jetzt Arnsteinisches Haus bezeichnet.
1827 kaufte das Gebäude der ungarische Graf Alexander Nákó de Nagyszentmiklós (1785–1848), der es nach einigen Umbauten ab 1830 mit seiner Familie und Dienstboten bewohnte, wodurch es als „Palais Nákó“ bekannt wurde. Nachdem es fast 70 Jahre im Besitz der Familie geblieben war, verkaufte der Sohn Graf Kálmán Nákó (1822–1902) das Haus an die Baumeister Ignaz Fleischer und Salomon Stein.
1895 wurde das Palais von Hugo Hermann Werner Ottomar Miethke mit der gesamten Einrichtung als Standort für die Galerie Miethke erworben. Miethke ließ das klassizistische Gebäude durch die Wiener Stadtbaumeister „Kupka & Orglmeister“ komplett umgestalten. Das Portal wurde mit einem Glas-Eisen-Vordach versehen und das Vestibül rokokohaft umgestaltet. Der Fußboden wurde um vier Stufen abgesenkt, um den Eingangsbereich höher erscheinen zu lassen. Der Boden wurde mit weißem Marmor ausgelegt, die Wände wurden mit gelblich und violett gefleckten Platten verkleidet. Wandpfeiler und Balustraden waren aus dunkelrotem Untersberger Marmor. Ein Marmorportal betonte den Eingang in den ehemaligen Innenhof, der durch den Einbau einer Glasdecke zum Ausstellungssaal umgestaltet worden war. Unter der späteren Leitung des Malers Carl Moll entwickelte sich die Galerie zu einem Zentrum der modernen Kunst.
Nach Ende des Ersten Weltkriegs wurde das Palais Eskeles als „Haus der jungen Künstlerschaft“ verwendet und kam 1936 in den Besitz des Dorotheums.
Im Juli 1993 bezog das Jüdische Museum Wien, nachdem es vorher als Provisorium in den Räumen der Israelitischen Kultusgemeinde Wien in der Seitenstettengasse 4 untergebracht gewesen war, das Palais. Das Museum wurde am 18. November 1993 eröffnet.

## Trivia
Im Palais befindet sich das Deckengemälde eines anderen Esterházyschen Palais (aus Mariahilf), das ursprünglich den Namen Palais Kaunitz trug, später (bis zur Demolierung 1970) dann aber als Marianisches Gymnasium fungierte.